# 허성
허성(許筬, 1548년~1612년)은 조선 중기의 문신이다. 본관은 양천(陽川). 자는 공언(功彦)이며, 호는 악록(岳麓) 또는 산전(山前)으로 불렸다. 1548년 조선 조선 명종 3년 부친 초당 허엽(許曄)과 첫째 부인인 한씨(韓氏) 사이에서 태어난 큰아들로 허난설헌(許蘭雪軒)의 큰 오빠이자 허봉(許篈), 허균(許筠)의 배다른 형제이다. 우성전의 처남이다. 문과에 급제하여 벼슬은 정헌대부 이조판서에 이르렀고 증직으로 숭정대부 의정부 좌찬성이 추서되었다. 1604년(선조 37년) 선무원종공신 1등(宣武原從功臣一等)에 녹훈되고, 1614년(광해군 6년) 8월 27일 위성원종공신 1등(衛聖原從功臣)에 책록되었다.

## 개요
도요토미 히데요시가 일본을 통일한 1590년에는 왜의 동태를 살피기 위해 조선통신사가 결성되었는데, 1589년 11월 18일 정탁을 사은사로 차출하고, 황윤길을 정사, 김성일을 부사로 허성을 서장관으로 차출하여, 이듬해 1590년 3월 6일 대마도로 출발하였다. 1591년 1월 28일 일본에서 귀국한 허성은 귀국하자마자 탄핵을 당하여 바로 동래부에 수감되어 의금부로 압송된다.
한편 임진왜란 때는 의병을 일으켜 왜적과 싸운 공로로 1604년(선조 37년) 동생 허균과 함께 선무원종공신 1등(宣武原從功臣一等)에 녹훈되었다.
벼슬은 성균관전적, 이조좌랑, 홍문관교리, 관상감교수, 사헌부집의, 홍문관응교, 의정부사인 등으로 시작해서 이조참의, 동부승지, 우부승지, 좌부승지, 대사간, 우승지, 대사성, 좌승지, 부제학 등을 하면서 특진관을 겸했으며 이조참판, 대사간, 예조참판을 거친 뒤 병조판서, 이조판서, 예조판서로 지경연사와 비변사당상을 겸했고 광해군 때는 지중추부사, 지돈녕부사에 이르렀다.
또한 임진왜란 당시 광해군을 수행한 공로로 1614년(광해군 6년) 8월 27일 위성원종공신 1등(衛聖原從功臣)에 책록되었다.

## 가계
허성의 딸 양천군부인 허씨는 선조와 인빈 김씨의 아들 의창군과 혼인하였다.
다른 한명의 딸은 홍가신의 아들 홍영과 결혼하였으며 외손자는 태백5현인 홍우정과 판서를 지낸 홍우원, 청백리인 홍우량 이 있다.
- 아버지: 허엽(許曄)
- 어머니: 청주 한씨(淸州韓氏)
  - 누이: 허묵석(許墨石)
  - 누이: 허대정(許大貞)
- 계모: 강릉 김씨(江陵金氏)
  - 이복 동생: 허봉(許篈)
  - 이복 동생: 허난설헌(許蘭雪軒)
  - 이복 동생: 허균(許筠)
  - 초취 부인: 전주 이씨(全州李氏) - 좌의정 이헌국(李憲國)의 딸
  - 후취 부인: 의령 남씨(宜寧南氏) - 병사 남언순(南彦純)의 딸
    - 아들 : 허실(許實)
    - 아들 : 허의(許宜)
    - 아들 : 허보(許)
    - 아들 : 허정(許寊)
    - 딸 : 심유(沈愉)에게 출가
    - 딸 : 홍영(洪榮)에게 출가
    - 딸 : 박홍도(朴弘道)에게 출가
    - 딸 : 의창군(義昌君)에게 출가

## 평가
《조선왕조실록》에는 그에 대한 좋지 못한 기록들이 많은데, 《선조실록》 수정 32권에는 이에 대한 비판을 실어 허성을 옹호하고 있다. 양천허씨 5문장이라 불렸으며 외가 겸 생가가 있던 강원도 강릉시 초당동에 시비(詩碑)가 있다.

## 저서
저서로는 《악록집》(岳麓集)이 있다.

## 관련 작품
- 《천둥소리》 (KBS2, 2000년~2001년, 배우:임채무)
- 《불멸의 이순신》 (KBS1, 2004년~2005년, 배우:이정성)
- 《징비록》 (KBS1, 2015년, 배우:강철성)

## 같이 보기
- 황윤길
- 김성일 (학자)
- 조선통신사
- 허엽
- 허균
- 허봉
- 우성전